# ورزشگاه بونفیم
ورزشگاه بونفیم (به پرتغالی: Estádio do Bonfim) ورزشگاهی چندمنظوره در ستوبال کشور پرتغال است. در حال حاضر بیشتر برای برگزاری بازی‌های فوتبال استفاده می‌شود و محل برگزاری بازی‌های ویتوریا ستوبال نیز است. این ورزشگاه در سال ۱۹۶۲ ساخته شد و ظرفیت ۱۸٬۶۹۴ تماشاگر را داشت. هم‌اکنون، ظرفیت آن ۱۵٬۴۹۷ است.
ورزشگاه بونفیم در کمتر از ۱٫۰ کیلومتری ایستگاه اصلی راه‌آهن و مرکز تاریخی شهر قرار گرفته، که موقعیت مکانی بسیار خوبی در ستوبال را برای آن فراهم کرده‌است.
اگرچه بونفیم در حال حاضر یک ورزشگاه قدیمی است، اما در گذشته یکی از مدرن‌ترین زیرساخت‌ها در کشور پرتغال بود و یکی از اصلی‌ترین نمادهای فوتبال در این کشور است.
این ورزشگاه در ۴ فوریه ۲۰۱۹، باتوجه به شرایط نامناسب ورزشگاه ناسیونال در ائیراش پذیرای بازی خانگی تیم بلننسش از دسته برتر برابر موریرنز بود. این بازی فقط ۲۹۸ تماشاگر را به خود جذب کرد که کمترین میزان در تاریخ لیگ برتر پرتغال است.

## تیم ملی فوتبال پرتغال
بازی‌های برگزار شده از تیم ملی پرتغال در این ورزشگاه.
| #  | تاریخ           | نتیجه | رقیب                | رقابت                  |
| -- | --------------- | ----- | ------------------- | ---------------------- |
| ۱. | ۳ دسامبر ۱۹۷۵   | ۱–۰   | قبرس                | انتخابی یورو ۱۹۷۶      |
| ۲. | ۲۰ سپتامبر ۱۹۷۸ | ۱–۰   | ایالات متحده آمریکا | دوستانه                |
| ۳. | ۳۱ اوت ۱۹۸۹     | ۰–۰   | رومانی              | دوستانه                |
| ۴. | ۲۰ اوت ۱۹۹۷     | ۳–۱   | ارمنستان            | انتخابی جام جهانی ۱۹۹۸ |
| ۵. | ۱۸ نوامبر ۱۹۹۸  | ۲–۰   | اسرائیل             | دوستانه                |
| ۶. | ۵ ژوئن ۲۰۰۴     | ۴–۱   | لیتوانی             | دوستانه                |